# Британска Девичанска Острва на Летњим олимпијским играма 2008.
Британска Девичанска Острва на Летњим олимпијским играма учествују седми пут. На Олимпијским играма 2008., у Пекингу, у Кини учествовали су са два учесника (један мушкарац и једна жена), који су се такмичили у једном индивидуалном спорту.
Заставу Британских Девичанских Острва на свечаном отварању Олимпијских игара 2008. носила је атлетичарка Tахесија Хариган. Она је уједно и прва жена која је представљала Британска Девичанска Острва на олимпијским играма до данас. 

## Спортисти Британских Девичанских Острва по дисциплинама

### Атлетика

#### Мушкарци
| Атлетичар    | Дисциплина   | Група    | Група | Четвртфинале | Четвртфинале | Полуфинале | Полуфинале | Финале               | Финале               |
| Атлетичар    | Дисциплина   | Резултат | Место | Резултат     | Место        | Резултат   | Место      | Резултат             | Место                |
| ------------ | ------------ | -------- | ----- | ------------ | ------------ | ---------- | ---------- | -------------------- | -------------------- |
| Ерик Матијас | Бацање диска | 53,11    | 37    |              |              |            |            | Није се квалификовао | Није се квалификовао |

#### Жене
| Тахесија Хараган | 100 м | 11,46 | 25 кв. | 11,36 | 16 | Није се квалификовала | Није се квалификовала | Није се квалификовала | Није се квалификовала |